# Bronisław Matyjewicz-Maciejewicz
Bronisław Matyjewicz-Maciejewicz (ur. 2 grudnia 1882 w Tulczynie, zm. 1 maja 1911 w Sewastopolu) – jeden z pierwszych pilotów polskich.

## Życiorys
Naukę Bronisław rozpoczął w gimnazjum realnym, ale na skutek choroby ojca i jego przejścia na emeryturę, ze względów finansowych, został przeniesiony do 3 korpusu kadetów w Moskwie, gdzie jako syn oficera miał prawo do bezpłatnej nauki. Po ukończeniu Korpusu kontynuował naukę w uczelni wojskowej Mikołajowskiej Szkole Inżynierów w Petersburgu, którą ukończył w 1904 r. w stopniu oficerskim, ze specjalnością saper. Dostał przydział do 3 batalionu saperów, w którym służył do wiosny 1910 r.
Na początku kwietnia 1910 r. znalazł się w grupie czterech oficerów, stypendystów armii rosyjskiej, delegowanych do Francji do szkoły pilotażu, prowadzonej przez Louisa Blériota, w miejscowości Pau, u podnóża Pirenejów. W grupie tej był też drugi Polak, oficer marynarki, Grzegorz Piotrowski. Bronisław Matyjewicz-Maciejewicz otrzymał dyplom nr. 152 pilota-lotnika w dniu 1 lipca 1910. Obydwaj zażądali aby na dyplomach wpisano im narodowość polską, co spotkało się ze sprzeciwem, jako że Polski nie było wtedy na mapie świata. Dopiero odmowa przyjęcia dyplomów spowodowała uwzględnienie ich życzenia. W alfabetycznym wykazie Aeroklubu Francji, który rejestrował lotników z całego globu, przy ich nazwiskach znalazło się upragnione słowo: Polonais.
Po powrocie do Rosji Bronisław Matyjewicz-Maciejewicz został zatrudniony jako instruktor w szkole pilotażu, w Sewastopolu. We wrześniu 1910 wziął udział w zawodach lotniczych w Petersburgu, na których ustanowił rekord wysokości lotu – 1200 m, na samolocie Bleriot XI 2bis.
Bronisław zginął w wypadku lotniczym 1 maja 1911 w Sewastopolu lecąc razem z bratem Stanisławem, jako pasażerem. Samolot podczas przymusowego lądowania rozbił się o mur dzielący pole, niewidoczny z góry. Bracia pochowani zostali we wspólnym grobie na polskim cmentarzu rzymskokatolickim w Żytomierzu. Symboliczny grób Bronisława znajduje się na cmentarzu Powązkowskim (kwatera 216-5/2-30).